# Trebaseleghe
Trebaseleghe (velenceiül Trebaxełéghe) település Olaszországban, Veneto régióban, Padova megyében. Lakosainak száma 12 936 fő (2023. január 1.). Trebaseleghe Camposampiero, Massanzago, Noale, Piombino Dese, Scorze és Zero Branco községekkel határos.

## Népesség
A település lakossága az elmúlt években az alábbi módon változott:
| Lakosok száma | 12 927 | 12 916 | 12 936 |
|               | 2017   | 2018   | 2023   |